# Noir in Festival
Il Noir in festival è un festival di cinema e letteratura che raccoglie l'eredità del MystFest.

## Storia del festival
La manifestazione nasce nel 1991 a Viareggio e si trasferisce a Courmayeur, in Valle d'Aosta, due anni più tardi, dove è rimasto per venticinque edizioni. Così come il MystFest romagnolo (nato a sua volta dal premio letterario Premio Gran Giallo Città di Cattolica), il Noir in festival è dedicato sia alla produzione cinematografica noir che alla letteratura gialla, e nel corso della sua evoluzione ha esteso la propria attenzione al fumetto e alla musica da film, instaurando un dialogo tra differenti forme espressive sotto il comune segno del mystery. Dal 2016 il festival si svolge a Como e all'Università IULM di Milano.
Nell'ambito del Noir in festival vengono assegnati ogni anno il Premio Raymond Chandler ai maestri della letteratura noir internazionale e il Premio Scerbanenco al miglior giallo italiano dell'anno; la sezione cinematografica ospita anteprime e retrospettive tematiche. I titoli in concorso concorrono al Leone Nero per il miglior film, al Premio Speciale della Giuria e al Premio per la Migliore Interpretazione, mentre il pubblico assegna il People's Choice Award Fox Crime. Inoltre, la giuria DocNoir composta da giovani critici dell'Unione Europea assegna il premio al miglior documentario.
Dal 2004, è attivo un festival "parallelo" dedicato a bambini e adolescenti, il "MiniNoir".

## Palmarès
- 1991
  - Premio Mystery Miglior Film: Il cuore nero di Paris Trout (Paris Trout), regia di Stephen Gyllenhaal
  - Menzione Speciale della Giuria: Blood & Concrete - A Love Story, regia di Jeffrey Reiner
  - Premio Mystery Miglior Attore: Yvan Attal - Aux yeux du monde, regia di Éric Rochant
  - Premio Mystery Miglior Attrice: María Barranco - Todo per la pasta, regia di Enrique Urbizo
- 1992
  - Premio Mystery Miglior Film: Happy Birthday, turke! regia di Doris Dörrie
  - Menzione Speciale della Giuria: Oscuri presagi (Cold Heaven), regia di Nicolas Roeg e Afraid of a Dark, regia di Mark People
  - Premio Mystery Miglior Attore: Jeremy Irons - Delitti e segreti (Kafka), regia di Steven Soderbergh
  - Premio Mystery Miglior Attrice: Theresa Russell - Oscuri presagi (Cold Heaven), regia di Nicolas Roeg
- 1993
  - Premio Mystery Miglior Film: Limite estremo (Boiling Point), regia di James B. Harris ex aequo Triplo gioco (Romeo Is Bleeding), regia di Peter Medak
  - Menzione Speciale della Giuria: 23 H 58, regia di Pierre William Glenn
  - Premio Mystery Miglior Attore: Anthony La Paglia - The Custodian, regia di John Dingwall
  - Premio Mystery Miglior Attrice: Giulia Fossà - Caccia alle mosche, regia di Angelo Longoni
- 1994
  - Premio Mystery Miglior Film: J'ai pas sommeil, regia di Claire Denis
  - Menzione Speciale della Giuria: Piccoli omicidi tra amici (Shallow Grave), regia di Danny Boyle
  - Premio Mystery Miglior Attore: Didier Fourdon - La machine - Un corpo in prestito (La Machine), regia di François Dupeyron
  - Premio Mystery Miglior Attrice: Ruth Gabriel - Días contados, regia di Imanol Uribe
  - Premio del pubblico "Gino Guasti": Terminal Velocity, regia di Deran Sarafian
- 1995
  - Premio Mystery Miglior Film: Justino - Un asesino de la tercera edad, regia di La Cuadrilla
  - Menzione Speciale della Giuria: Nur über meine Leiche, regia di Rainer Matsutani
  - Premio Mystery Miglior Attore: Oleg Jankowskij - Gli occhi del testimone (Mute Witness), regia di Anthony Waller
  - Premio Mystery Miglior Attrice: Rose Jackson - Dollari sporchi (Dead Presidents), regia di Allen & Albert Hughes
  - Premio del pubblico "Gino Guasti": Gli occhi del testimone (Mute Witness), regia di Anthony Waller
- 1996
  - Premio Mystery Miglior Film: Insoliti criminali (Albino Alligator), regia di Kevin Spacey
  - Menzione Speciale della Giuria: Passage à l'acte, regia di Francis Girod
  - Premio Mystery Miglior Attore: Patrick Timsit - Passage à l'acte, regia di Francis Girod
  - Premio Mystery Miglior Attrice: Maria Conchita Alonso - Caught di Robert M. Young
  - Premio del pubblico "Gino Guasti": Caught di Robert M. Young
- 1997
  - Premio Mystery Miglior Film: Kiss or Kill, regia di Bill Bennett
  - Premio Napapjiri alla miglior interpretazione: France O'Connor - Kiss or Kill, regia di Bill Bennett
  - Premio del pubblico "Gino Guasti": Gattaca - La porta dell'universo (Gattaca), regia di Andrew Niccol
- 1998
  - Premio Leone Nero al miglior film: Slam, regia di Marc Levin
  - Premio Napapjiri alla miglior interpretazione: Ian McKellen - Demoni e dei (Gods and Monsters), regia di Bill Condon
  - Premio della giuria per il miglior contributo al genere: Il prigioniero (The Spanish Prisoner), regia di David Mamet
  - Premio del pubblico: La sposa di Chucky (Bride of Chucky), regia di Ronnie Yu
- 1999
  - Premio Leone Nero al miglior film: The Opportunists, regia di Myles Connell
  - Premio Napapjiri alla miglior interpretazione: Chiara Caselli - Il prezzo, regia di Rolando Stefanelli
  - Premio Speciale della Giuria: Happy, Texas, regia di Mark Illsley
  - Menzione Speciale della Giuria: Il prezzo, regia di Rolando Stefanelli
  - Premio del pubblico: Al di là della vita (Bringing Out the Dead), regia di Martin Scorsese
- 2000
  - Premio Leone Nero al miglior film: Betty Love (Nurse Betty), regia di Neil LaBute
  - Premio Napapijri alla miglior interpretazione: Cas Jansen e Victor Löw - Leak, regia di Jean van de Velde
  - Premio Speciale della Giuria: Un delitto impossibile, regia di Antonello Grimaldi
  - Premio del pubblico: Un perfetto criminale (Ordinary Decent Criminal), regia di Thaddeus O'Sullivan
- 2001
  - Premio Leone Nero al miglior film: The Believer, regia di Henry Bean
  - Menzione speciale all'unanimità: Gas Attack, regia di Kenny Glenaan
  - Menzione speciale: The Experiment - Cercasi cavie umane (Das Experiment), regia di Oliver Hirschbiegel
  - Premio Napapijri alla miglior interpretazione: Marcello Mazzarella - Quello che cerchi, regia di Marco Simon Puccioni
- 2002
  - Premio Leone Nero al miglior film: Indagini sporche (Dark Blue), regia di Ron Shelton
  - Premio Speciale della Giuria: Mr. Vendetta (Boksuneun naui geot), regia di Chan-wook Park
  - Premio Napapijri alla miglior interpretazione: Iben Hjejle - Old Men in New Cars, regia di Lasse Spang Olsen
  - Premio del pubblico: Triplo gioco (The Good Thief), regia di Neil Jordan
- 2003
  - Premio Leone Nero al miglior film: Aro Tolbukhin. En la mente del asesino, regia di Augustí Villaronga, Isaac P. Racine, Lydia Zimmerman
  - Menzione speciale: Abandon - Misteriosi omicidi (Abandon), regia di Stephen Gaghan
  - Premio Napapijri alla miglior interpretazione: intero cast di Stealing Rembrandt, regia di Jannik Johansen
  - Premio del pubblico SKY MAX: La giuria (Runaway Jury), regia di Gary Fleder
- 2004
  - Premio Leone Nero al miglior film: De zaak alzheimer, regia di Erik Van Looy
  - Menzione speciale: Robert Wieckiewics e Borys Szyc per la loro eccezionale interpretazione corale nel film Vinci, regia di Juliusz Machulski
  - Premio Napapijri alla miglior interpretazione: Jan Decleir - De zaak alzheimer, regia di Erik Van Looy
  - Premio del pubblico "Casino de la Vallée": 36 Quai des Orfèvres, regia di Olivier Marchal
- 2005
  - Premio Leone Nero al miglior film: Le mele di Adamo (Adams æbler), regia di Anders Thomas Jensen
  - Menzione speciale: Pitbull, regia di Patryk Vega
  - Premio Napapijri alla miglior interpretazione: Zlatko Buric - Pusher 3, regia di Nicolas Winding Refn
  - Premio del pubblico "Casino de la Vallée": Piano 17, regia dei Manetti Bros.
- 2006
  - Premio Leone Nero al miglior film: Alpha Dog, regia di Nick Cassavetes
  - Premio Speciale della Giuria: Börn/Children, regia di Ragnar Bragason
  - Premio Napapijri alla miglior interpretazione: Deborah François - La voltapagine (La Tourneuse de pages), regia di Denis Dercourt
  - Menzione speciale alla miglior interpretazione: Forest Whitaker - L'ultimo re di Scozia (The Last King of Scotland), regia di Kevin Macdonald
  - Premio del pubblico "Casino de la Vallée": OSS 117: Le Caire nid d'espions, regia di Michel Hazanavicius
- 2007
  - Premio Leone Nero al miglior film: Der andere Junge, regia di Volker Einrauch
  - Menzione speciale: Hamishe Baraye Azadi Dir Ast, regia di Mehrdad Oskouei
  - Premio Napapijri alla miglior interpretazione: Ingvar Eggert Sigurðsson - Mýrin, regia di Baltasar Kormákur
  - Premio del pubblico Fox Crime: Vous êtes de la police?, regia di Romuald Beugnon
- 2008
  - Premio Leone Nero al miglior film: Frozen River - Fiume di ghiaccio (Frozen River), regia di Courtney Hunt
  - Premio Speciale della Giuria "MINI": Los bastardos, regia di Amat Escalante
  - Premio alla miglior interpretazione: intero cast di Det som ingen ved, regia di Søren Kragh-Jacobsen
  - Premio del pubblico Fox Crime: La rapina perfetta (The Bank Job), regia di Roger Donaldson
  - Premio Docnoir per il miglior documentario: Strange Death, regia di Shachan Mager
- 2009
  - Premio Leone Nero al miglior film: Vendicami (Vengeance), regia di Johnnie To
  - Premio Speciale della Giuria "MINI": Black Dynamite, regia di Scott Sanders
  - Premio alla miglior interpretazione: Florence Loiret-Caille - La dame de trèfle, regia di Jérôme Bonnell ex aequo Emir Kusturica - L'Affaire Farewell, regia di Christian Carion
  - Premio del pubblico FoxCrime: Harry Brown, regia di Daniel Barber
  - Premio Mystery per il miglior documentario: Killer Poet, regia di Susan Gray
- 2010
  - Premio Leone Nero al miglior film: Carancho, regia di Pablo Trapero
  - Premio Speciale della Giuria: The Housemaid, regia di Im Sang-soo ex aequo Simon Werner a disparu..., regia di Fabrice Gobert
  - Premio alla miglior interpretazione: Stellan Skarsgård - En ganske snill mann, regia di Hans Petter Moland
  - Premio del pubblico FoxCrime: La scomparsa di Alice Creed (The Disappearance of Alice Creed), regia di J Blakeson
  - Premio Mystery per il miglior documentario: Esquivar i pegar, regia di Juanjo Giménez e Adán Aliaga Pastor
- 2011
  - Premio Leone Nero al miglior film: Headhunters - Il cacciatore di teste (Hodejegerne), regia di Morten Tyldum
  - Premio Speciale della Giuria: Hašoṭer, regia di Nadav Lapid
  - Premio alla miglior interpretazione: Jean-Pierre Darroussin - De bon matin, regia di Jean-Marc Moutout
  - Premio del pubblico FoxCrime: Non avere paura del buio (Don't Be Afraid of the Dark), regia di Troy Nixey
  - Premio Docnoir per il miglior documentario: Calvet, regia di Dominic Allan
- 2012
  - Premio Leone Nero al miglior film: Killer in viaggio (Sightseers), regia di Ben Wheatley
  - Premio Speciale della Giuria: 38 Témoins, regia di Lucas Belvaux
  - Premio alla miglior interpretazione: Estefanía de los Santos - Grupo 7, regia di Alberto Rodríguez
  - Premio del pubblico FoxCrime: L'ipnotista (Hypnotisören), regia di Lasse Hallström
- 2013
  - Premio Leone Nero al miglior film: Enemy, regia di Denis Villeneuve
  - Premio Speciale della giuria: ex aequo The German Doctor (Wakolda) di Lucía Puenzo - The Keeper of Lost Causes di Mikkel Nørgaard
  - Premio alla miglior interpretazione: Roberto De Francesco - Neve, regia di Stefano Incerti
  - Premio del pubblico: Devil's Knot - Fino a prova contraria (Devil's Knot), regia di Atom Egoyan
- 2014
  - Premio Leone Nero al miglior film: Black Sea, regia di Kevin Macdonald
- 2015
  - Premio Leone Nero al miglior film: Anacleto, agente secreto, regia di Javier Ruiz Caldera
  - Premio Speciale della giuria: Into the Forest di Patricia Rozema
- 2016
  - Premio Leone Nero al miglior film: The Oath, regia di Baltasar Kormákur
  - Premio speciale della giuria: El hombre de las mil caras, regia di Alberto Rodríguez
  - Premio alla miglior interpretazione: Jalil Lespert - Iris, regia di Jalil Lespert
  - Premio del pubblico Fight Cult - IULM per il cinema italiano: Il permesso - 48 ore fuori, regia di Claudio Amendola
  - Premio speciale Luca Svizzeretto - Independent Spirit Award: Ruggero Deodato
- 2017
  - Premio Leone Nero al miglior film: Handia, regia di Jon Garaño e Aitor Arregi
  - Premio speciale della giuria: A Beautiful Day - You Were Never Really Here (You Were Never Really Here), regia di Lynne Ramsay
  - Premio alla miglior interpretazione: Fares Fares in Omicidio al Cairo
  - Premio Caligari al miglior film: Gatta Cenerentola, regia di Alessandro Rak, Ivan Cappiello, Marino Guarnieri e Dario Sansone
- 2018
  - Premio Leone Nero al miglior film: Border - Creature di confine (Gräns), regia di Ali Abbasi
  - Premio alla miglior interpretazione: Lorenzo Ferro e Chino Darin in L'angelo del crimine (El ángel)
  - Menzione speciale della giuria: Nicole Kidman per la sua interpretazione in Destroyer
  - Premio Caligari al miglior film: La terra dell'abbastanza, regia di Damiano e Fabio D'Innocenzo
- 2019
  - Premio Black Panther al miglior film: Bacurau, regia di Juliano Dornelles
  - Premio Caligari al miglior film: ex aequo Lo spietato (regia di Renato De Maria) e La paranza dei bambini (regia di Claudio Giovannesi)
  - Premio Raymond Chandler: Jonathan Lethem
  - Premio Giorgio Scerbanenco: L'isola delle anime, scritto da Piergiorgio Pulixi
  - Premio del pubblico: Nero a Milano, scritto da Romano De Marco
- 2020
  - Premio Black Panther al miglior film: Kød & Blod, regia di Jeanette Nordahl
  - Premio Caligari al miglior film: Favolacce[1], regia di Damiano e Fabio D'Innocenzo
  - Premio Raymond Chandler: John Banville[2]
  - Premio Giorgio Scerbanenco: Nero come la notte, scritto da Tullio Avoledo[3]
  - Premio del pubblico: Psychokiller, scritto da Paolo Roversi
- 2021
  - Premio Black Panther al miglior film: Les oiseaux ivres, regia di Ivan Grbovic
  - Menzione speciale della giuria: De uskyldige, regia di Eskil Vogt
  - Premio Caligari al miglior film: La terra dei figli, regia di Claudio Cupellini
  - Premio Raymond Chandler: Guillaume Musso[4]
  - Premio Giorgio Scerbanenco: Questo giorno che incombe, scritto da Antonella Lattanzi[5]
  - Premio del pubblico: Come delfini tra pescecani, scritto da François Morlupi
- 2022
  - Premio Black Panther al miglior film: Bowling Saturne di Patricia Mazuy
  - Menzione speciale della giuria: Profeti di Alessio Cremonini
  - Premio Caligari al miglior film: Piove, regia di Paolo Strippoli
  - Menzione speciale di Cinecittà News: Una femmina di Francesco Costabile
  - Premio Raymond Chandler: Harlan Coben[6]
  - Premio Giorgio Scerbanenco: Fuoco, scritto da Enrico Pandiani[7]
  - Premio del pubblico: Nel nero degli abissi, scritto da François Morlupi[8]